# Ꞅ
Ne doit pas être confondu avec R prolongé ‹ ɼ ›.
Cette page contient des caractères spéciaux ou non latins. S’ils s’affichent mal (▯, ?, etc.), consultez la page d’aide Unicode.
Ꞅ (minuscule : ꞅ), appelé S insulaire, est une lettre additionnelle utilisée dans des textes médiévaux en même temps que le s ‹ S s › et le s long ‹ ſ ›. Malgré la ressemblance, cette lettre n’a aucun lien avec la lettre r ni avec la lettre r prolongé.

## Représentations informatiques
Le S insulaire peut être représenté par les caractères Unicode (latin étendu D) suivants :
| formes    | représentations | chaînes de caractères | points de code | descriptions                        |
| --------- | --------------- | --------------------- | -------------- | ----------------------------------- |
| capitale  | Ꞅ               | Ꞅ                     | U+A784         | lettre majuscule latine s insulaire |
| minuscule | ꞅ               | ꞅ                     | U+A785         | lettre minuscule latine s insulaire |